# Festival Pão de Portugal
O Festival Pão de Portugal é o primeiro festival em Portugal dedicado à celebração do pão.

## História
O festival nasceu em 2014 em Albergaria-a-Velha, cidade de muitas tradições ligadas à moagem de farinha e fabrico de pão. Na Quinta da Boa Vista, no centro da cidade, são reunidos dezenas de produtores dos pães mais característicos de Portugal e ainda as suas variantes doces, bem como os mais variados complementos que os acompanham como tais como as compotas, queijos, enchidos, vinhos, entre outros.
Tem também ainda uma vertente cultural, lúdica e pedagógica, tais como exposições, apresentações de show cooking com Chefs consagrados, tais como o Chef Hélio Loureiro e a Chef Luísa Ginoulhiac e ainda workshops, palestras com oradores convidados, espetáculos musicais, sessões de cinema, entre outras atividades.

## Tradição
Albergaria-a-Velha tem uma grande tradição no fabrico do pão, sendo um dos concelhos que mais moinhos, moleiros e padeiros teve. A Rota dos Moinhos permite conhecer melhor a história desta herança. Foi com base neste historial e saber que nasceu a vontade de dinamizar as raízes regionais através da celebração do pão com os melhores e mais variados pães nacionais.

## Ligações Externas
- Festival Pão de Portugal